# 227 Philosophia
227 Philosophia eller 1933 SD1 är en stor asteroid i huvudbältet som upptäcktes den 12 augusti 1882 av de franska astronomerna Paul-Pierre Henry och Prosper-Mathieu Henry. Den fick senare namnet efter den intellektuella disciplinen, filosofi.
Dess rotationstid har beräknats till 18,05 timmar. Asteroiden har uppmätts till diametern 87,31 km.